# Moulins-le-Carbonnel
Moulins-le-Carbonnel is een gemeente in het Franse departement Sarthe (regio Pays de la Loire) en telt 666 inwoners (1999). De plaats maakt deel uit van het arrondissement Mamers.

## Geografie
De oppervlakte van Moulins-le-Carbonnel bedraagt 16,2 km², de bevolkingsdichtheid is 41,1 inwoners per km².
De onderstaande kaart toont de ligging van Moulins-le-Carbonnel met de belangrijkste infrastructuur en aangrenzende gemeenten.

## Demografie
Onderstaande figuur toont het verloop van het inwonertal (bron: INSEE-tellingen).

1. ↑  Populations de référence 2022.